# Halloumi
Halloumi (en griego χαλλούμι; en turco Hellim; en árabe حلوم Halumi) es un queso originario de Chipre. Tradicionalmente se elabora con una mezcla de leche de cabra y oveja, aunque se puede encontrar halloumi de leche de vaca. El halloumi elaborado de forma industrial tiene más leche de vaca que leche de cabra y oveja. Este cambio en la proporción reduce el coste pero cambia el sabor, además de sus propiedades al ponerse a la parrilla.

## Características
El queso es blanco, con una textura distintiva en capas, algo similar a la mozzarella, y un sabor salado. Se almacena junto con sus jugos naturales (sueros) y con una especie de salmuera, se conserva durante un año si se congela fuertemente a −18 °C y si se vende descongelado en los supermercados debe estar a una temperatura de a +4 °C. Este queso posee un alto punto de fusión que le proporciona una característica resistencia a fundirse.  
El halloumi elaborado de forma tradicional tiene una forma semicircular, del tamaño de una gran cartera, llegando a pesar 220-270 g;  el contenido graso es aproximadamente de un 25% del peso húmedo del producto, del 47% si consideramos el producto seco y contiene una proporción aproximada de 17% de proteínas. Su textura firme hace que si ha sido cocinado "cruja" entre los dientes al morderlo.
Hoy en día el Halloumi denominación de origen es registrada como producto de Chipre (desde los años 1990), en Estados Unidos y en Europa (desde 2021). El retraso se debió al conflicto existente entre los productores lácteos que discuten sobre el contenido de la leche de vaca en los productos industriales.
Los turcochipriotas han registrado el nombre "Hellim" primero en la RTNC y después, en el año 2009 en Turquía.

## Servir
El Halloumi se suele servir fresco con unas ramitas de menta, tomate seco y salsa pesto. La menta se supone que añade sabor, pero en realidad debido a su acción antibacteriana ayuda a mantenerse durante más tiempo fresco, aumentando la vida del queso.

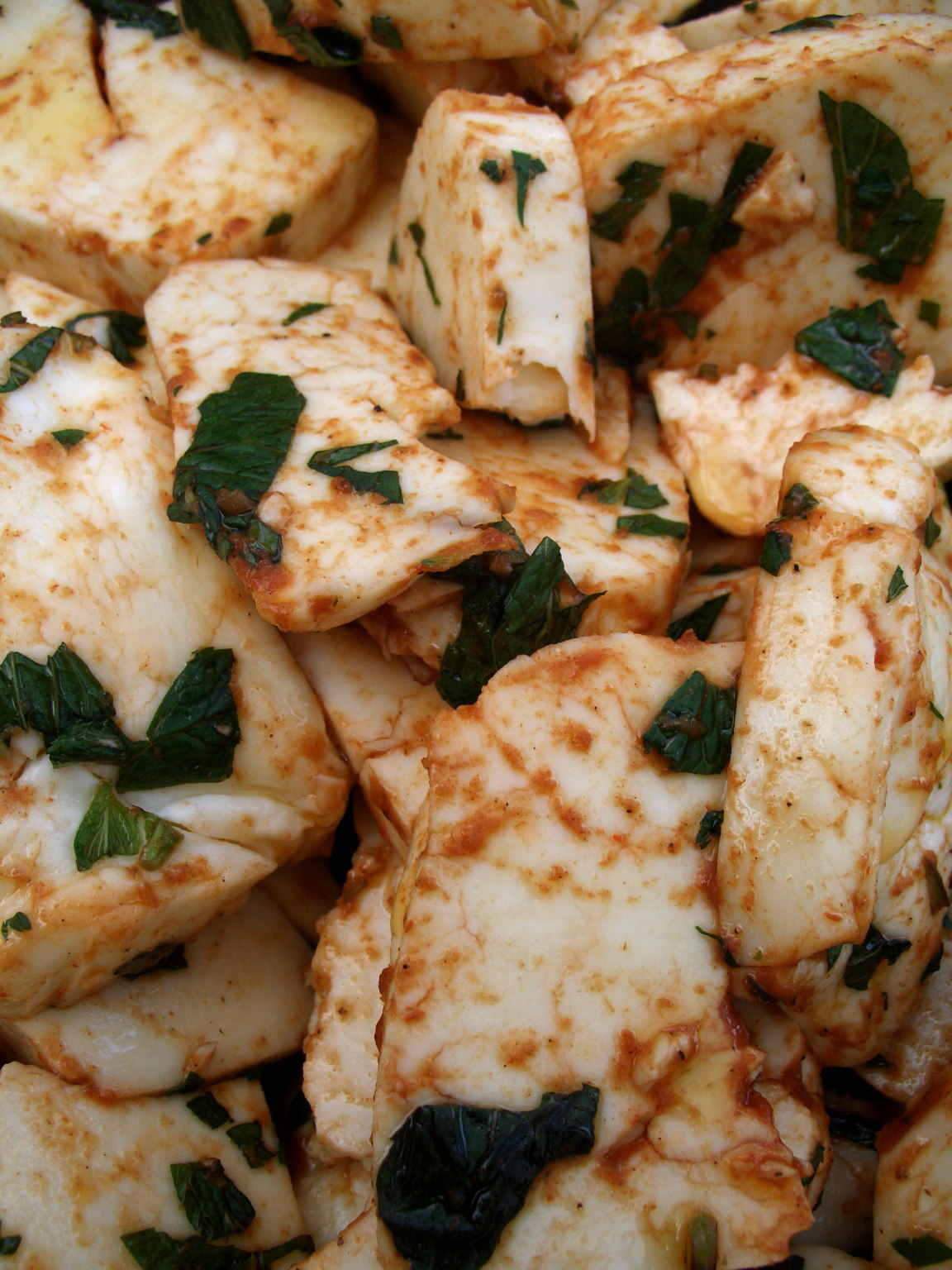
Halloumi al pesto.

Si se empleara para cocinar, puede freírse hasta que se ponga un poco marrón superficialmente sin que llegue a fundirse (esto es debido a su alto punto de fusión), convirtiéndose de esta forma en un queso excelente para asados o a la parrilla (tal y como se sirve en el saganaki), como ingrediente de acompañamiento en las ensaladas, o simplemente frito y servido con vegetales.  
Los chipriotas suelen comer el halloumi con sandía en los meses calientes de primavera y verano. No hay meze chipriota que no contenga un halloumi y lounza. Este plato es simplemente una combinación de queso halloumi y una loncha de jamón (en este caso se parece al melón con jamón español), o una salchicha de cordero (se discute sobre cuál es el auténtico lounza) simplemente y cortado en lonchas sobre su superficie y luego puesto a la parrilla. El Halloumi se suele tomar también con sándwiches con beicon, pero puede tomarse sólo o con ensalada.